# Henri Berr
Fernand Henri Berr (ur. 31 stycznia 1863 w Lunéville, zm. 19 listopada 1954 w Paryżu) – francuski filozof i historyk.
Ukończył École normale supérieure w Paryżu, gdzie studiował historię u Fustela de Coulanges oraz filozofię u Émile’a Boutroux. Później pracował jako nauczyciel w Douai, Tours i Sceaux; po powrocie do Paryża uczył w Lycée Buffon, Lycée Louis-le-Grand oraz w Lycée Henri-IV (gdzie pracował do 1925 r.). Doktoryzował się w 1899 r. W 1900 r. założył poświęcone historii oraz naukom społecznym czasopismo Revue de synthèse historique, a w 1924 r. założył organizację naukową Centre international de synthèse.
Inicjator i wydawca serii encyklopedii L'Évolution de l’humanité, która w założeniach miała objąć 100 tomów i obejmować całość dziejów ludzkości (od 1920 do swojej śmierci opublikował 65 tomów).
Głosił potrzebę syntezy, uważał, że to historia powinna być najważniejszą z nauk społecznych. Miał duży wpływ na rozwój Szkoły Annales.